# Championnat DTM 2017
Navigation
2016 2018
Le championnat DTM 2017 est la 18e saison du DTM depuis sa renaissance en 2000. Comportant 18 courses réparties en 9 manches, il démarre le 6 mai 2017 à Hockenheim et se termine le 15 octobre 2017 au même endroit.

## Écuries et pilotes
Toutes les voitures sont équipées de pneumatiques Hankook.
| Constructeurs | Voitures             | Écuries                                    | n° | Pilotes           | Manches |
| ------------- | -------------------- | ------------------------------------------ | -- | ----------------- | ------- |
| Mercedes-Benz | Mercedes-AMG C63 DTM | Mercedes-AMG Motorsport Mercedes Me        | 2  | Gary Paffett      | Toutes  |
| Mercedes-Benz | Mercedes-AMG C63 DTM | Mercedes-AMG Motorsport Mercedes Me        | 6  | Robert Wickens    | Toutes  |
| Mercedes-Benz | Mercedes-AMG C63 DTM | Mercedes-AMG Motorsport Silberpfeil Energy | 3  | Paul di Resta     | Toutes  |
| Mercedes-Benz | Mercedes-AMG C63 DTM | Mercedes-AMG Motorsport Silberpfeil Energy | 63 | Maro Engel        | Toutes  |
| Mercedes-Benz | Mercedes-AMG C63 DTM | Mercedes-AMG Motorsport BWT                | 22 | Lucas Auer        | Toutes  |
| Mercedes-Benz | Mercedes-AMG C63 DTM | Mercedes-AMG Motorsport BWT                | 48 | Edoardo Mortara   | Toutes  |
| Audi          | Audi RS5 DTM         | Audi Sport Team Abt Sportsline             | 5  | Mattias Ekström   | Toutes  |
| Audi          | Audi RS5 DTM         | Audi Sport Team Abt Sportsline             | 51 | Nico Müller       | Toutes  |
| Audi          | Audi RS5 DTM         | Team Rosberg                               | 33 | René Rast         | Toutes  |
| Audi          | Audi RS5 DTM         | Team Rosberg                               | 53 | Jamie Green       | Toutes  |
| Audi          | Audi RS5 DTM         | Team Phoenix                               | 77 | Loïc Duval        | Toutes  |
| Audi          | Audi RS5 DTM         | Team Phoenix                               | 99 | Mike Rockenfeller | Toutes  |
| BMW           | BMW M4 DTM           | BMW Team RBM                               | 7  | Bruno Spengler    | Toutes  |
| BMW           | BMW M4 DTM           | BMW Team RBM                               | 31 | Tom Blomqvist     | Toutes  |
| BMW           | BMW M4 DTM           | BMW Team RBM                               | 36 | Maxime Martin     | Toutes  |
| BMW           | BMW M4 DTM           | BMW Team RMG                               | 11 | Marco Wittmann    | Toutes  |
| BMW           | BMW M4 DTM           | BMW Team RMG                               | 15 | Augusto Farfus    | Toutes  |
| BMW           | BMW M4 DTM           | BMW Team RMG                               | 16 | Timo Glock        | Toutes  |

## Calendrier et résultats
| Manche | Manche | Circuit              | Date         | Pole position  | Meilleur tour     | Pilote vainqueur  | Écurie gagnante                            |
| ------ | ------ | -------------------- | ------------ | -------------- | ----------------- | ----------------- | ------------------------------------------ |
| 1      | C1     | Hockenheimring       | 6 mai        | Lucas Auer     | Mattias Ekström   | Lucas Auer        | Mercedes-AMG Motorsport BWT                |
| 1      | C2     | Hockenheimring       | 7 mai        | Timo Glock     | Jamie Green       | Jamie Green       | Team Rosberg                               |
| 2      | C1     | EuroSpeedway Lausitz | 20 mai       | Lucas Auer     | René Rast         | Lucas Auer        | Mercedes-AMG Motorsport BWT                |
| 2      | C2     | EuroSpeedway Lausitz | 21 mai       | Robert Wickens | René Rast         | Jamie Green       | Team Rosberg                               |
| 3      | C1     | Hungaroring          | 17 juin      | René Rast      | Mike Rockenfeller | Paul di Resta     | Mercedes-AMG Motorsport Silberpfeil Energy |
| 3      | C2     | Hungaroring          | 18 juin      | René Rast      | Mattias Ekström   | René Rast         | Team Rosberg                               |
| 4      | C1     | Norisring            | 1er juillet  | Maxime Martin  | Tom Blomqvist     | Bruno Spengler    | BMW Team RBM                               |
| 4      | C2     | Norisring            | 2 juillet    | Tom Blomqvist  | Bruno Spengler    | Maxime Martin     | BMW Team RBM                               |
| 5      | C1     | Moscow Raceway       | 22 juillet   | René Rast      | Robert Wickens    | René Rast         | Team Rosberg                               |
| 5      | C2     | Moscow Raceway       | 23 juillet   | Bruno Spengler | Jamie Green       | Maro Engel        | Mercedes-AMG Motorsport Silberpfeil Energy |
| 6      | C1     | Circuit de Zandvoort | 19 août      | Timo Glock     | René Rast         | Timo Glock        | BMW Team RMG                               |
| 6      | C2     | Circuit de Zandvoort | 20 août      | Augusto Farfus | Loïc Duval        | Mike Rockenfeller | Team Phoenix                               |
| 7      | C1     | Nürburgring          | 9 septembre  | Lucas Auer     | Nico Müller       | Lucas Auer        | Mercedes-AMG Motorsport BWT                |
| 7      | C2     | Nürburgring          | 10 septembre | Marco Wittmann | René Rast         | Robert Wickens    | Mercedes-AMG Motorsport Mercedes Me        |
| 8      | C1     | Red Bull Ring        | 23 septembre | Jamie Green    | Jamie Green       | Mattias Ekström   | Audi Sport Team Abt Sportsline             |
| 8      | C2     | Red Bull Ring        | 24 septembre | Jamie Green    | Jamie Green       | René Rast         | Team Rosberg                               |
| 9      | C1     | Hockenheimring       | 14 octobre   | Timo Glock     | Mike Rockenfeller | Jamie Green       | Team Rosberg                               |
| 9      | C2     | Hockenheimring       | 15 octobre   | Tom Blomqvist  | Jamie Green       | Marco Wittmann    | BMW Team RMG                               |

## Classements de la saison 2017
Système de points
Les points de la course sont attribués aux 10 premiers pilotes classés. 3, 2 et 1 points sont attribués aux trois premiers classés des qualifications. Aucun point n'est attribué pour le meilleur tour en course. Ce système d'attribution des points est utilisé pour chaque course du championnat.
| Position | 1er | 2e | 3e | 4e | 5e | 6e | 7e | 8e | 9e | 10e |
| Points   | 25  | 18 | 15 | 12 | 10 | 8  | 6  | 4  | 2  | 1   |

| Position | 1er | 2e | 3e |
| Points   | 3   | 2  | 1  |

### Classement des pilotes
| Pos. | Pilote            | HOC | HOC   | LAU | LAU | HUN   | HUN   | NOR  | NOR  | MOS  | MOS  | ZAN  | ZAN   | NÜR | NÜR  | RBR | RBR  | HOC | HOC   | Points |
| ---- | ----------------- | --- | ----- | --- | --- | ----- | ----- | ---- | ---- | ---- | ---- | ---- | ----- | --- | ---- | --- | ---- | --- | ----- | ------ |
| 1    | René Rast         | 6   | Abd.2 | 3   | 7   | 61    | 1     | 122  | Abd. | 12   | 43   | 9    | Abd.  | 5   | 12   | 13  | 12   | 6   | 2     | 179    |
| 2    | Mattias Ekström   | 5   | 11    | 8   | 2   | 53    | 23    | 3    | 4    | 8    | 2    | 17†  | 3     | 15  | 6    | 13  | 5    | 11  | 8     | 176    |
| 3    | Jamie Green       | 18  | 13    | 10  | 13  | Dsq.2 | 5     | 7    | 8    | 9    | 5    | 5    | 9     | 6   | 7    | 21  | 141  | 13  | 5     | 173    |
| 4    | Mike Rockenfeller | 3   | 7     | 5   | 5   | 4     | 10    | 13   | Abd. | 23   | 12   | 4    | 1     | 14  | 17   | 7   | 2    | 2   | 3     | 167    |
| 5    | Marco Wittmann    | 10  | 3     | 13  | 9   | 8     | Abd.2 | 4    | 5    | 31   | 6    | 23   | Dsq.2 | 92  | 31   | 5   | 63   | 13  | 13    | 160    |
| 6    | Lucas Auer        | 1   | 4     | 1   | 10  | 12    | Abd.  | Abd. | 2    | 6    | 8    | 15   | 14    | 1   | 13   | 8   | Abd. | 8   | 10    | 136    |
| 7    | Timo Glock        | 2   | 81    | 11  | 15  | 2     | 7     | 5    | 10   | 5    | 13   | 1    | 7     | 12  | 8    | 10  | 7    | 31  | 12    | 133    |
| 8    | Maxime Martin     | 11  | Abd.  | 43  | 8   | Abd.  | 3     | 21   | 1    | 16   | Abd. | 3    | 63    | 17  | 11   | 6   | 11   | 42  | 6     | 132    |
| 9    | Robert Wickens    | 15  | Abd.  | 2   | 31  | Abd.  | 8     | Abd. | 112  | 4    | 9    | 11   | 15†   | 3   | 13   | 4   | 10   | 7   | 17    | 119    |
| 10   | Gary Paffett      | 72  | 2     | 6   | 4   | 7     | 9     | 10   | Abd. | 7    | 16   | 8    | 5     | 10  | 14   | 17  | 4    | 9   | 4     | 102    |
| 11   | Paul di Resta     | 8   | 6     | 16  | 13  | 1     | 6     | 11   | 6    | 14   | Dsq. | 7    | Abd.  | 2   | 2    | 11  | 9    | 14  | 16    | 99     |
| 12   | Nico Müller       | 9   | 5     | 18  | 6   | 10    | 4     | 9    | 133  | 15   | 15   | 10   | 4     | 11  | Abd. | 32  | 3    | 12  | 11    | 81     |
| 13   | Bruno Spengler    | 12  | 9     | 14  | 16  | 3     | 14    | 13   | 12   | 12   | 31   | 14   | 10    | 13  | 4    | 12  | 16   | 10  | 14    | 75     |
| 14   | Edoardo Mortara   | 43  | 13    | 7   | 11  | 9     | 11    | 8    | 3    | 13   | 10   | 12   | 12    | 7   | 16   | 9   | 17   | 5   | 9     | 61     |
| 15   | Maro Engel        | 17  | 10    | 9   | 12  | 13    | 15    | 14   | 14   | 10   | 1    | 16   | 11    | 4   | 5    | 15  | 15   | 16  | 13    | 51     |
| 16   | Augusto Farfus    | 13  | Abd.  | 12  | 14  | 11    | 12    | Abd. | 7    | 17   | 11   | 62   | 81    | 8   | 9    | DNS | 12   | 17  | 7     | 35     |
| 17   | Tom Blomqvist     | 16  | 12    | 17  | 172 | 15†   | 13    | 6    | 91   | Abd. | 7    | Abd. | 13    | 16  | 10   | 16  | 13   | 15  | Abd.1 | 25     |
| 18   | Loïc Duval        | 14  | Abd.  | 15  | 18  | 14    | 16    | 15   | 15   | 11   | 14   | 13   | 2     | 18  | 15   | 14  | 8    | 18  | 15    | 22     |
| Pos. | Pilote            | HOC | HOC   | LAU | LAU | HUN   | HUN   | NOR  | NOR  | MOS  | MOS  | ZAN  | ZAN   | NÜR | NÜR  | RBR | RBR  | HOC | HOC   | Points |

| Couleur | Résultat            |
| ------- | ------------------- |
| Or      | Vainqueur           |
| Argent  | 2e place            |
| Bronze  | 3e place            |
| Vert    | Dans les points     |
| Bleu    | Hors des points     |
| Violet  | Abandon (Abd.)      |
| Noire   | Disqualifié (Dsq..) |

### Classement des constructeurs
| Pos. | Constructeur  | HOC | HOC | LAU | LAU | HUN | HUN | NOR | NOR | MOS | MOS | ZAN | ZAN | NÜR | NÜR | RBR | RBR | HOC | HOC | Points |
| ---- | ------------- | --- | --- | --- | --- | --- | --- | --- | --- | --- | --- | --- | --- | --- | --- | --- | --- | --- | --- | ------ |
| 1    | Audi          | 35  | 44  | 30  | 68  | 37  | 70  | 25  | 17  | 52  | 43  | 25  | 72  | 18  | 14  | 70  | 77  | 52  | 49  | 798    |
| 2    | Mercedes-Benz | 53  | 39  | 64  | 31  | 33  | 14  | 5   | 43  | 27  | 32  | 10  | 10  | 81  | 56  | 18  | 15  | 22  | 15  | 568    |
| 3    | BMW           | 19  | 24  | 13  | 8   | 37  | 23  | 77  | 47  | 28  | 32  | 72  | 25  | 8   | 37  | 19  | 14  | 33  | 43  | 560    |

### Classement des équipes
| Pos. | Équipe                                     | Points |
| ---- | ------------------------------------------ | ------ |
| 1    | Audi Sport Team Rosberg                    | 352    |
| 2    | Audi Sport Team Abt Sportsline             | 257    |
| 3    | Mercedes-AMG Motorsport Mercedes me        | 221    |
| 4    | BMW Team RBM (#7, #36)                     | 207    |
| 5    | BWT Mercedes-AMG Motorsport                | 197    |
| 6    | BMW Team RMG (#11, #15)                    | 195    |
| 7    | Audi Sport Team Phoenix                    | 189    |
| 8    | BMW Team RMR (#16, #31)                    | 158    |
| 9    | Silberpfeil Energy Mercedes-AMG Motorsport | 150    |